# Diego Camacho Quesada
Diego Camacho Quesada (Madrid, España, 1 de octubre de 1976) es un exfutbolista español que jugaba de centrocampista. Su último equipo fue el Albacete Balompié de la Segunda División de España.

## Clubes
| Club                            | País   | Año       |
| ------------------------------- | ------ | --------- |
| C. D. Móstoles                  | España | 1995-1996 |
| C. P. Mérida                    | España | 1996-1997 |
| Burgos C. F.                    | España | 1997      |
| Club Gimnàstic de Tarragona     | España | 1997-1998 |
| Real Murcia C. F.               | España | 1998      |
| C. D. Lugo                      | España | 1999-2000 |
| R. S. Gimnástica de Torrelavega | España | 2000-2001 |
| Granada C. F.                   | España | 2001-2002 |
| R. C. Recreativo de Huelva      | España | 2002-2004 |
| Levante U. D.                   | España | 2004-2007 |
| Real Valladolid C. F.           | España | 2007-2008 |
| Real Sporting de Gijón          | España | 2008-2010 |
| Albacete Balompié               | España | 2010-2011 |